# Desio
Desio es una localidad italiana de la provincia de Monza y Brianza, región de Lombardía,  con 40.034 habitantes.

## Evolución demográfica
| Gráfica de evolución demográfica de Desio entre 1861 y 2001 |
|                                                             |
| Fuente ISTAT - elaboración gráfica de Wikipedia             |

## Personas destacadas
- Achille Ratti, futuro Papa Pío XI
- Luigi Giussani, fundador de Comunión y Liberación